# Tuïsto
Tuïsto wordt door Tacitus in zijn Germania beschreven als oergod van de Germanen. Dit is tevens de enige vermelding uit de oudheid van deze god.

## Tuïsto in de Germania
In het eerste hoofdstuk van de Germania schrijft Tacitus:
Celebrant carminibus antiquis (quod unum apud illos memoriae et annalium genus est) Tuistonem, deum terra editum. ei filium Mannum, originem gentis conditoremque, Manno tres filios assignant, e quorum nominibus proximi Oceano Ingaevones, medii Herminones, ceteri Istaevones vocentur.

Zij (dat wil zeggen de Germanen) verheerlijken in oude liederen (die bij hen de enige soort van historische jaarboeken zijn) de god Tuïsto, een door de aarde voortgebrachte god. Aan hem schrijven ze als zoon Mannus toe, stichter en oorsprong van hun volk, en Mannus wijzen ze drie zonen toe naar wier namen de het dichtst bij de Oceaan verblijvende Ingaevones, de in het binnenland verblijvende Herminones en de overige Istaevones genoemd zouden worden.
Overigens wordt interpretatie van deze tekst van Tacitus niet alleen bemoeilijkt door ontbrekende kennis maar ook door de verschillende manieren waarop namen overgeleverd zijn in verschillende manuscripten. Zo wordt Tuisto ook Tuisco geschreven en komt Istaevones ook als Istraeones voor.

## Etymologie en interpretatie
De naam Tuïsto wordt wel vergeleken met Nederlands twist en Oudzweeds twistra (“scheiden”) en gerelateerd aan Germaans *tvi-  (“twee”). Tuïsto zou zo duiden op een 'tweevoudig wezen' of een 'tweeling'. Uitgaande van deze interpretatie heeft men Tuisto wel vergeleken met het Vedische godenpaar Yama en Yami: de tweeling (broer en zus) die aan het begin van de Vedische kosmogonie staan.
Een andere opvatting is dat Tuïsto niet zozeer een tweevoudig wezen is, maar een enkelvoudig wezen met de kenmerken van een hermafrodiet of androgyn (hybride wordt ook wel gezegd).  Dan wordt hij wel met de Romeinse god Janus vergeleken. Deze god was tweevoudig van natuur (hij had twee gezichten) en stond volgens de oudste godenlijsten aan de oorsprong van alle andere goden. Zijn bijnaam luidde dan ook divom deus, “de god der goden”.
De door Tacitus gebruikte naam van de bron en oorsprong van alle Germaanse volken "Mannus" vergelijkt men met Nederlands “man”, Engels “man” en Duits “Mann”. De oorspronkelijk betekenis zal “mens” geweest zijn of hier: “oermens” of “eerste mens”. Het eveneens Indo-Europese Sanskriet geeft "Manu" (mens).